# Ashland, Wisconsin

Ashland este un oraș situat parțial în comitatul omonim, Ashland, respectiv în comitatul vecin Bayfield din statul Wisconsin, SUA. Având o populație de 8.621 de locuitori, conform recensământului Census 2000 efectuat de United States Census Bureau, orașul Ashland este și sediul administrativ al comitatului  Ashland.
Orașul este port la unul din Marile Lacuri, Lacul Superior, în apropierea golfului Chequamegon Bay. Situat la intersecția dintre șoselele U.S. Route 2 și Wisconsin Highway 13, Ashland găzduiește Northland College și Sigurd Olson Environmental Institute.

## Geografie
Potrivit Biroului Recensământului SUA, orașul are o suprafață totală de 13,7 mile² (35,4 km²) din care 13,4 mile² (34,7 km²) este uscat și 0,3 mile² (0,7 km² )(1,98%) este apă.
Localități din apropiere
Diagrama de mai jos arată localitățile din apropierea orașului Ashland, pe o rază de 36 km.

## Personalități
- William D. Leahy, amiral

## Aeroportul local
- ASX (KASX) – John F. Kennedy Memorial Airport – (la 2 mile (3.2 km) Ashland, Wisconsin